# Pompierre
Pompierre es una comuna francesa situada en el departamento de Vosgos, en la región de Gran Este.

## Demografía
| 243 | 235 | 203 | 215 | 206 | 210 | 207 |
| Para los censos de 1962 a 1999 la población legal corresponde a la población sin duplicidades (Fuente: INSEE [Consultar]) |     |     |     |     |     |     |